# Russian Time
Russian Time (также Русское время) — российская автогоночная команда, выступавшая в 2013—2018 годах в серии ФИА Формула-2 (до начала сезона 2017 года серия называлась GP2).

## История
Команда Russian Time была основана бывшим российский автогонщиком Игорем Мазепой при поддержке Motopark Academy в 2013 году. Команда два года пыталась попасть в GP2, прежде чем в 2013 году всё же получила возможность выступать в серии, заменив iSport International. Из-за финансовых проблем руководство iSport International приняло решение продать команду. Первую победу команде принёс Сэм Бёрд, выигравший 4-ю гонку сезона 2013 GP2.
В 2014 году Russian Time заявила об участии в сериях GP3, Немецкой Формуле-3 и ADAC Formel Masters. Однако планы дальнейшего развития команды были сорваны из-за скоропостижной смерти её основателя Игоря Мазепы. После этого от сотрудничества с Russian Time отказалась Motopark Academy. Команда смогла продолжить своё участие в GP2 благодаря поддержке iSport International, её пилотами стали Митч Эванс и Артём Маркелов. Новым руководителем команды была назначена бывший сотрудник Marussia F-1 Светлана Стрельникова. Выступать в GP3 Russian Time не смогла, она продала лицензию на участие Hilmer Motorsport.
В сезоне 2015, когда управляющей командой стала Virtuosi Racing, гонщики Russian Time набрали 183 очка и команда заняла 5-е место в чемпионате.
В 2018 году команда была продана китайскому инвестору и прекратила выступления по окончании сезона.

## Результаты выступлений в GP2 и «Формуле-2»
| Сезон                  | Машина                     | Гонщики            | Гонки | Победы | Поулы | Л. круги | Очки | Личный зачёт | Командный зачёт |
| ---------------------- | -------------------------- | ------------------ | ----- | ------ | ----- | -------- | ---- | ------------ | --------------- |
| C Motopark Academy     |                            |                    |       |        |       |          |      |              |                 |
| 2013                   | Dallara-Mecachrome         | Сэм Бёрд           | 22    | 5      | 2     | 3        | 181  | 2-е место    | 1-е место       |
| 2013                   | Dallara-Mecachrome         | Том Дильманн       | 22    | 0      | 1     | 2        | 92   | 10-е место   | 1-е место       |
| C iSport International |                            |                    |       |        |       |          |      |              |                 |
| 2014                   | Dallara-Mecachrome         | Митч Эванс         | 22    | 2      | 0     | 1        | 174  | 4-е место    | 5-е место       |
| 2014                   | Dallara-Mecachrome         | Артём Маркелов     | 22    | 0      | 0     | 0        | 6    | 24-е место   | 5-е место       |
| C Virtuosi Racing      |                            |                    |       |        |       |          |      |              |                 |
| 2015                   | Dallara-Mecachrome         | Митч Эванс         | 21    | 2      | 0     | 1        | 135  | 5-е место    | 5-е место       |
| 2015                   | Dallara-Mecachrome         | Артём Маркелов     | 21    | 0      | 0     | 0        | 48   | 13-е место   | 5-е место       |
| 2016                   | Dallara-Mecachrome         | Раффаэле Марчьелло | 22    | 0      | 0     | 0        | 159  | 4-е место    | 3-е место       |
| 2016                   | Dallara-Mecachrome         | Артём Маркелов     | 22    | 1      | 0     | 3        | 97   | 10-е место   | 3-е место       |
| 2017                   | Dallara-Mecachrome         | Лука Гьотто        | 22    | 1      | 0     | 0        | 185  | 4-е место    | 1-е место       |
| 2017                   | Dallara-Mecachrome         | Артём Маркелов     | 22    | 5      | 1     | 6        | 210  | 2-е место    | 1-е место       |
| 2018                   | Dallara F2 2018-Mecachrome | Артём Маркелов     | 24    | 3      | 0     | 5        | 186  | 5-е место    | 4-е место       |
| 2018                   | Dallara F2 2018-Mecachrome | Тадасуке Макино    | 24    | 1      | 0     | 0        | 48   | 13-е место   | 4-е место       |